# Чічковський потік
Чічковський потік (словац. Čičkovský potok) — річка в Словаччині, ліва притока Миславського потоку, протікає в округах Кошиці I і Кошиці II.
Довжина приблизно 5,0-5,2 км. Витік знаходиться в масиві Воловські гори (Койшовська Голя) на висоті близько 400 метрів. Протікає територією міста Кошиці — частини Запад; Сідліско KVP; Мислава; Барца та Над Озером..
Впадає в Миславський потік на висоті близько 235—240 метрів.